# Gastón Hernández
Gastón Alan Hernández (San Rafael, Argentina; 19 de enero de 1998) es un futbolista argentino. Juega de defensa central y su equipo actual es el Club Atlético San Lorenzo de Almagro de la Liga Profesional de Fútbol.

## Trayectoria
Nacido en San Rafael, Hernández comenzó su carrera como adulto a los 17 años en el Huracán de San Rafael en 2015 en el Torneo Argentino B.
En 2016, con 18 años Hernández se unió a las inferiores del San Lorenzo, y firmó su primer contrato con el club en abril de 2019.
Para la temporada 2020-21, el defensor fue cedido al San Martín de San Juan de la Primera B Nacional, club dónde debuto oficialmente como titular en la fecha 1 de la zona A, el 29 de noviembre de 2020 a la edad de 22 años. Sin embargo, el préstamo se vio interrumpido por una lesión de rotura de ligamento.
Anotó su primer gol en San Lorenzo el 17 de agosto de 2022 en la victoria por 2-0 sobre Platense.
El 23 de enero de 2024 el Club Atlético San Lorenzo de Almagro, dueño de su ficha, informa de la venta de Gastón Hernández a Olympiakos Fútbol Club  de Grecia, por 4.000.000 de dólares limpios por el 85% de su ficha. Sin perjuicio de lo cual, cuatro días después, el pase no se concreta. En la previa al debut oficial, el club anuncia que se cayó en forma definitiva el pase; el jugador concentra con San Lorenzo, para jugar el primer partido y va al banco de suplentes.

## Estadísticas
- Actualizado al último partido disputado el 9 de marzo de 2024.

| Club                            | Div.          | Temporada     | Liga  | Liga  | Liga   | Copas nacionales | Copas nacionales | Copas nacionales | Copas internacionales | Copas internacionales | Copas internacionales | Total | Total | Total  |
| Club                            | Div.          | Temporada     | Part. | Goles | Asist. | Part.            | Goles            | Asist.           | Part.                 | Goles                 | Asist.                | Part. | Goles | Asist. |
| ------------------------------- | ------------- | ------------- | ----- | ----- | ------ | ---------------- | ---------------- | ---------------- | --------------------- | --------------------- | --------------------- | ----- | ----- | ------ |
| San Martín (San Juan) Argentina | 2.ª           | 2020          | 9     | 0     | 0      | -                | -                | -                | -                     | -                     | -                     | 9     | 0     | 0      |
| San Martín (San Juan) Argentina | 2.ª           | 2021          | 11    | 0     | 0      | 2                | 0                | 0                | -                     | -                     | -                     | 13    | 0     | 0      |
| San Martín (San Juan) Argentina | Total club    | Total club    | 20    | 0     | 0      | 2                | 0                | 0                | 0                     | 0                     | 0                     | 22    | 0     | 0      |
| San Lorenzo Argentina           | 1.ª           | 2022          | 25    | 1     | 0      | -                | -                | -                | -                     | -                     | -                     | 25    | 1     | 0      |
| San Lorenzo Argentina           | 1.ª           | 2023          | 35    | 2     | 0      | 4                | 0                | 0                | 8                     | 0                     | 0                     | 47    | 2     | 0      |
| San Lorenzo Argentina           | 1.ª           | 2024          | 8     | 0     | 0      | -                | -                | -                | -                     | -                     | -                     | 8     | 0     | 0      |
| San Lorenzo Argentina           | Total club    | Total club    | 68    | 3     | 0      | 4                | 0                | 0                | 8                     | 0                     | 0                     | 80    | 3     | 0      |
| Total carrera                   | Total carrera | Total carrera | 88    | 3     | 0      | 6                | 0                | 0                | 8                     | 0                     | 0                     | 102   | 3     | 0      |